# Tonight (canción de 1956)
«Tonight» es una canción del musical West Side Story  escrita por Leonard Bernstein.

## Versiones
La canción fue regrabada en 1961 por el dúo Ferrante & Teicher, que logró llegar al puesto número 8 en la lista pop y 2 en la Hot Adult Contemporary Tracks, y por Eddie Fisher, cuya versión alcanzó el Top 40.
Jenna Ushkowitz cantó la canción en Glee, en el episodio de Preggers. «Tonight» fue interpretada de nuevo en el quinto episodio de la tercera temporada de la serie, «The First Time», esta vez cantada por Lea Michele y Darren Criss.

### Versión de Il Divo
El cuarteto musical Il Divo, compuesto por cuatro cantantes masculinos (el suizo Urs Bühler, el español Carlos Marín, el estadounidense David Miller y el francés Sébastien Izambard), versionaron a cuatro voces melódicas el tema, incluido en su álbum A Musical Affair (2013). 